# 中国共产党闽浙边临时省委员会

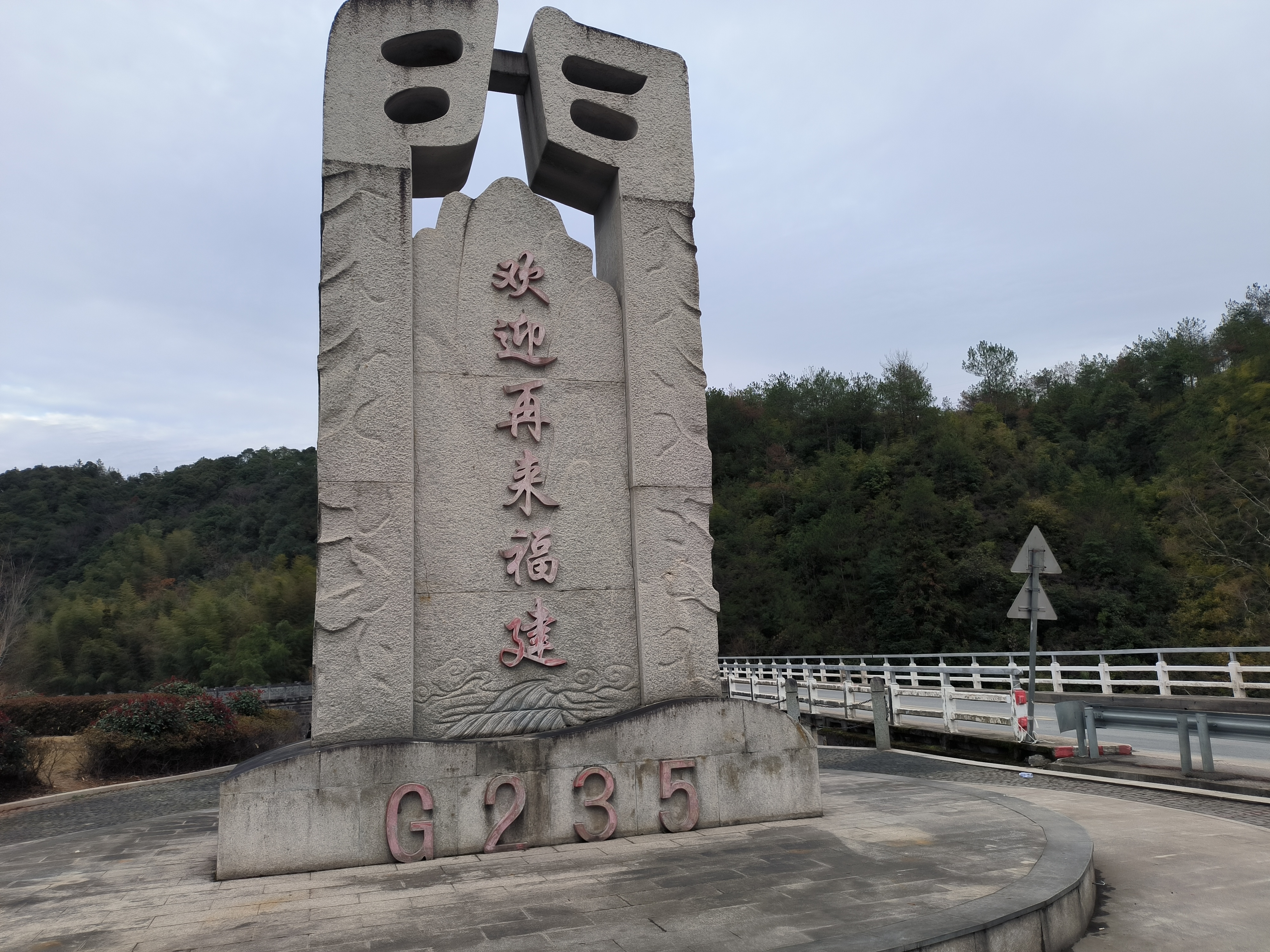
位于福建省寿宁县和浙江省泰顺县交界处的235国道闽浙界碑，此地在1936年属于闽浙边临时省委的活动范围。

中国共产党闽浙边临时省委员会，简称中共闽浙边临时省委，成立于1935年10月7日（一说为11月7日），是中国共产党于第一次国共内战及抗日战争时期在闽东、浙南一带地区建立的地方组织，省委书记为刘英。1936年南阳事件后，由于中共闽东特别委员会的退出，闽浙边临时省委事实上解体，但浙南一带的中共党组织依旧以该省委名义活动，直至1938年改组为中共浙江省临时委员会。

## 背景
1934年8月，中共派出的“中国工农红军北上抗日先遣队”（中国工农红军第七军团）攻克罗源县城，北上抵达宁德阳谷村（今属赤溪镇），与闽东武装力量会合，闽东独立第二团与先遣队一同攻克福安穆阳。在国军第47师的追赶和中共中央特派员曾洪易的压力下，北上先遣队未在有后方根据地的闽东苏区过多停留，北赴寿宁、庆元边区，后在懷玉山之戰中被国军击败，方志敏、刘畴西等先遣队领导人先后被俘处决，仅有刘英、粟裕等人率领的一千余人突围成功。1935年1月，根据中共苏区中央分局指示，以红军北上先遣队先头部队和突围部队为基础，迅速组建中国工农红军挺进师，进入浙江境内，战略上配合中央红军主力长征。1935年5月，挺进师在浙西南一带组建了中共浙西南特别委员会，宗孟平任书记，但宗孟平不到半个月便在战斗中战死，书记由挺进师政治部主任黄富武兼任。9月，由刘英、粟裕率领的红军挺进师从浙西南转战至浙南。

## 成立
1935年10月，中国工农红军挺进师与闽东独立师在福建省寿宁县的含溪村（今属南阳镇）会师，后在郑家坑（今属犀溪镇甲坑村）召开联席会议，双方在联席会议上决议成立闽浙边临时省委，并计划与闽北游击区联合组建闽浙赣临时省委。11月7日，双方在浙江省泰顺县的白柯塆村（今属泗溪镇）召开第二次联席会议，完成了省委人员的组建工作，刘英担任省委书记，叶飞任宣传部长兼少共（共青团）省委书记，粟裕任组织部长，省委委员还有黄富武、许信焜、洪家云、刘达云、方志富（一说李凡林）、阮英平、范式人和许旺。1936年8月底至9月召开的扩大会议上，又增补龙跃、谢文清为省委委员。

## 主要活动
临时省委成立时，下辖闽东特委和浙西南特委。由于挺进师剩余不到200人，且在浙西南难以立足，闽东独立师抽调第一纵队编入挺进师，并改称闽浙独立第一师，剩余部队号称闽东独立第二师；叶飞还将郑丹甫、郑宗玉管理的鼎平游击区划归浙西南特委管辖。1935年底至1936年底，闽东、浙南两方面都对根据地进行了扩张。闽东特委退出临时省委后，刘英、粟裕在浙南、浙西南分别率部继续活动，1937年4月，收到中央指示的中共闽浙赣省委向浙江省政府发出共同抗日的呼吁，于同年9月16日达成合作抗日协议。1938年3月，粟裕率领挺进师北赴皖南岩寺，接受国民革命军改编，改番号为新四军第二支队第三营，而刘英留在浙江继续活动。

## 后续
1936年秋的南阳事件后，闽东特委在闽东地区继续活动，军队番号恢复为闽东独立师，并与中共闽北特别委员会联合组建中共闽赣省委，1937年，闽东特委与福建省政府达成合作协议，闽东独立师改编为新四军第三支队第六团，北上参加抗日战争；1938年8月，闽东特委与闽浙赣特委联合组建中共福建省委，继续活动至1945年实质上解散。而刘英方面继续使用闽浙边临时省委的称号，1938年5月7日，中共中央撤销闽浙边临时省委组织，改组为中共浙江临时省委，刘英继续担任省委书记。